# Anihilacija
Anihilacija ali izničenje je v fiziki pojav združitve delca in antidelca, pri čemer nastane sevalna energija. Znan primer je anihilacija elektrona in pozitrona.